# ووآلانیه
ووآلانیه (به اسپانیایی: Hualañé) یک شهرستان در شیلی است که در استان کوریکو واقع شده‌است. ووآلانیه ۶۲۹٫۰ کیلومتر مربع مساحت و ۹٬۳۰۳ نفر جمعیت دارد و ۲۲ متر بالاتر از سطح دریا واقع شده‌است.